# Kolbsheim
Kolbsheim ist eine französische Gemeinde mit 1002 Einwohnern (Stand 1. Januar 2021) im Département Bas-Rhin in der Europäischen Gebietskörperschaft Elsass und in der Region Grand Est.

## Geographie
Die Gemeinde Kolbsheim liegt etwa zehn Kilometer westlich von Straßburg im Tal der Breusch, die südlich des Ortes vorbeifließt.
Nachbargemeinden sind Breuschwickersheim im Norden, Hangenbieten im Osten, Duppigheim im Süden und Ernolsheim-Bruche im Westen.

## Geschichte
Die älteste erhaltene Erwähnung des Ortes als Colobocisheim stammt von 735 und steht in einer Verkaufsurkunde des Klosters Murbach. 1224 wird der Ort als Colbotesheim bezeichnet, 1357 als Kobolzheim. Im Jahr 1940 wurden unter deutscher Besatzung die verbliebenen jüdischen Einwohner nach Südfrankreich deportiert. Nach Angaben von Yad Vashem wurden dreizehn ehemalige jüdische Einwohner Opfer der nationalsozialistischen Gewaltherrschaft.
Die Gemeinde Kolbsheim fusionierte am 1. Juni 1974 mit Duppigheim. Seit dem 1. Januar 1983 sind sie wieder eigenständige Gemeinden. Seit der Wahlkreisreform im Jahr 2015 gehört die Gemeinde zum Kanton Lingolsheim.

## Wappen
Wappenbeschreibung: In Gold drei (2:1) rot gezungte schwarze Löwen

## Bevölkerungsentwicklung
| Jahr      | 1962 | 1968 | 1975 | 1982 | 1990 | 1999 | 2005 | 2017 |
| Einwohner | 508  | 509  | 604  | 635  | 668  | 765  | 827  | 948  |

## Sehenswürdigkeiten
- Die Kirche Saint-Léger stammt aus dem Jahr 1768. Der auf dem Chor aufsitzende Turm ersetzte 1870 einen Dachreiter auf dem Kirchenschiff. Die Kirche ist eine Simultankirche, das heißt, beide großen christlichen Kirchen nutzen das Gebäude; der Chor gehört der katholischen Gemeinde, das Kirchenschiff den Protestanten. Die Kirche ist in das Inventar des französischen Kulturerbes eingetragen.[3]
- Das Schloss Château de Kolbsheim wurde zu Beginn des 18. Jahrhunderts von der Straßburger Adelsfamilie Müllenheim (Linie Rechberg) errichtet und befindet sich unmittelbar neben der Kirche; seit 2006 steht es als Monument historique unter Denkmalschutz.[4]
- Mehrere Fachwerkhäuser prägen das Ortsbild und sind ebenfalls in das Inventar des französischen Kulturerbes eingetragen.
- Die ehemalige Synagoge geht auf das 17. Jahrhundert zurück und wurde 1843 umgebaut. Sie zeugt vom Vorhandensein einer größeren jüdischen Gemeinde bis zum Zweiten Weltkrieg. 1865 waren von 585 Einwohnern 103 Katholiken, 358 Lutheraner und 124 Juden. Heute ist das Gebäude nach Umbau in den Jahren 1988/89 ein Wohnhaus.

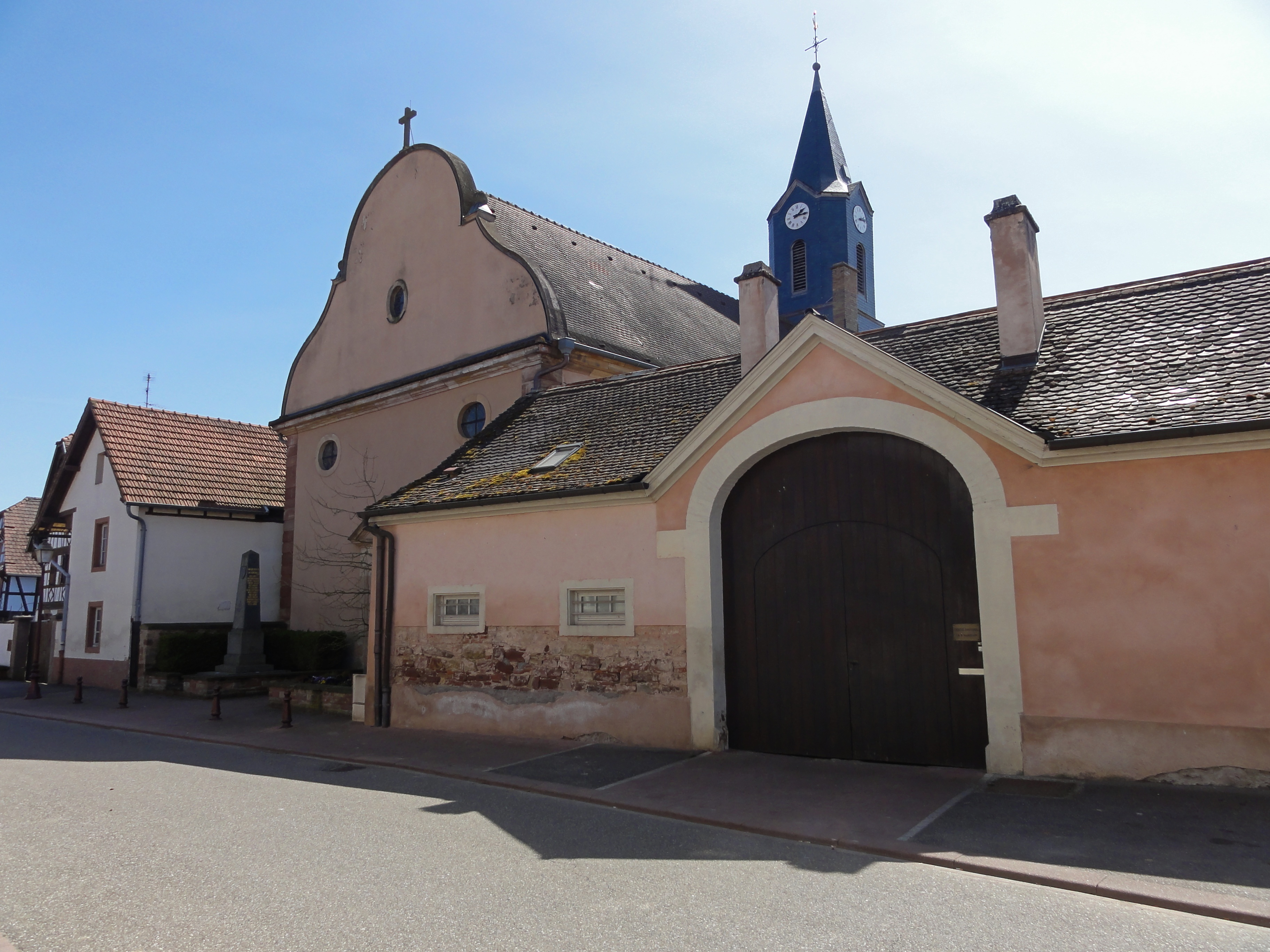
Kirche und Tor zum Schlosshof
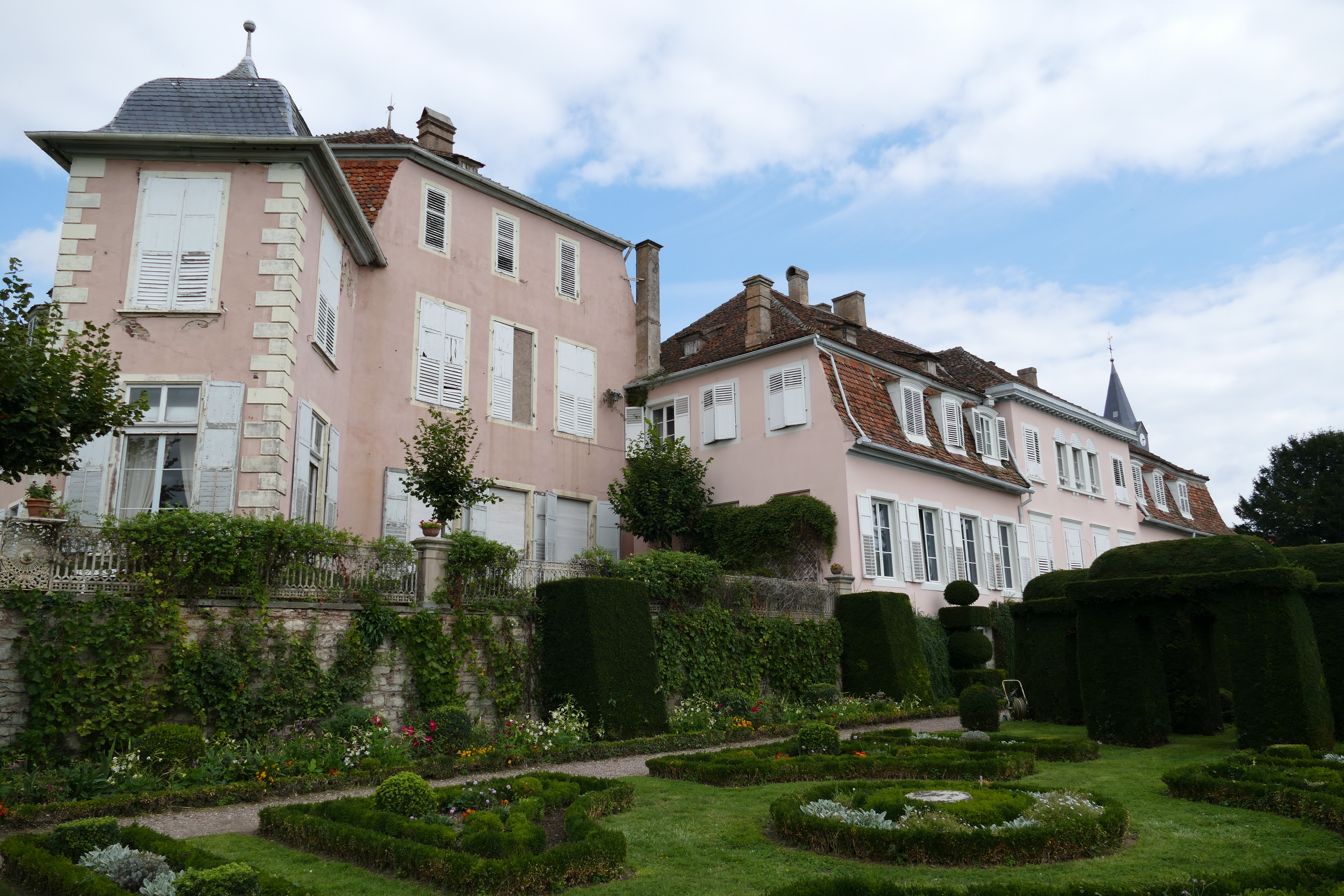
Schloss Kolbsheim
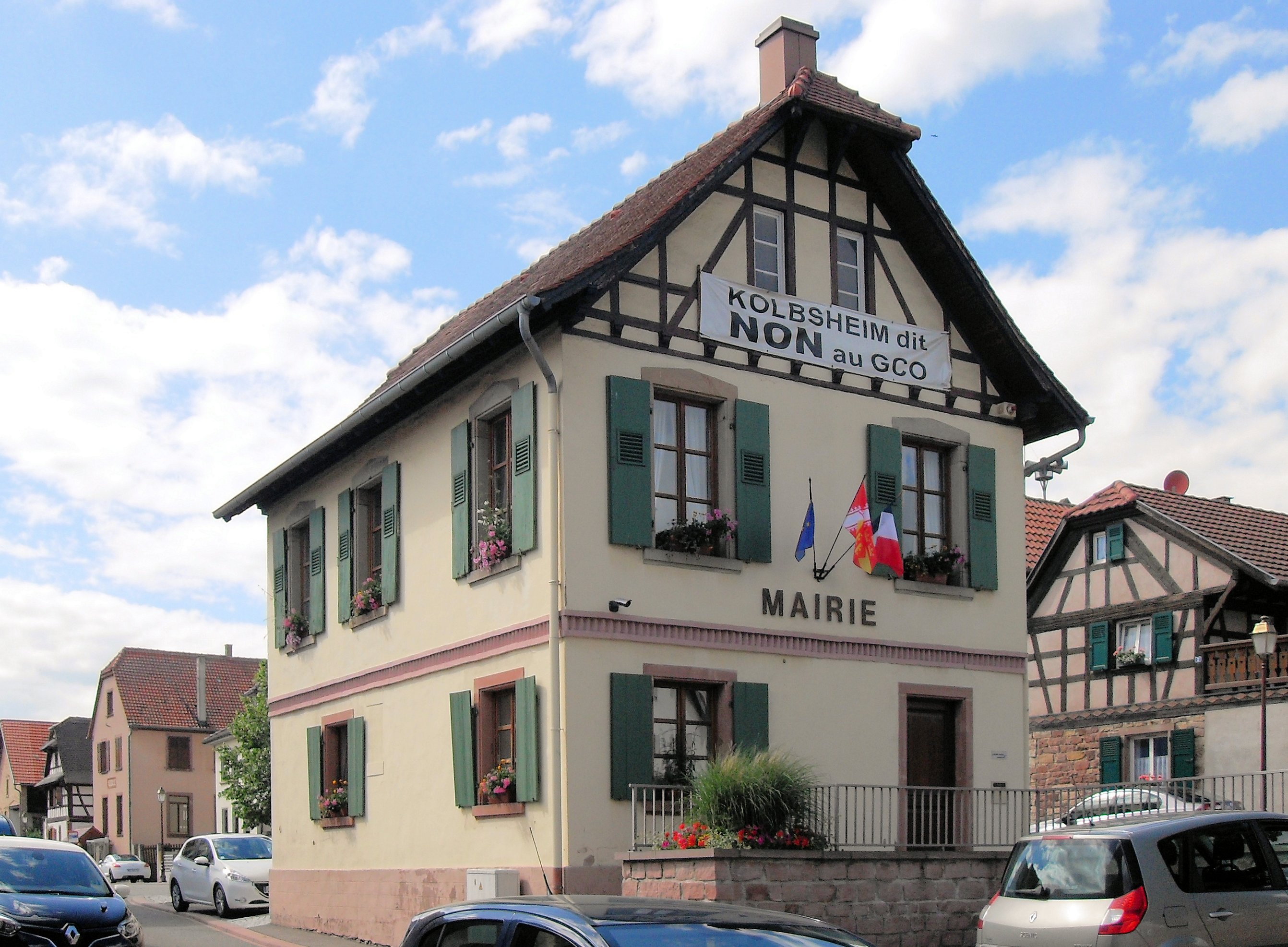
Mairie Kolbsheim
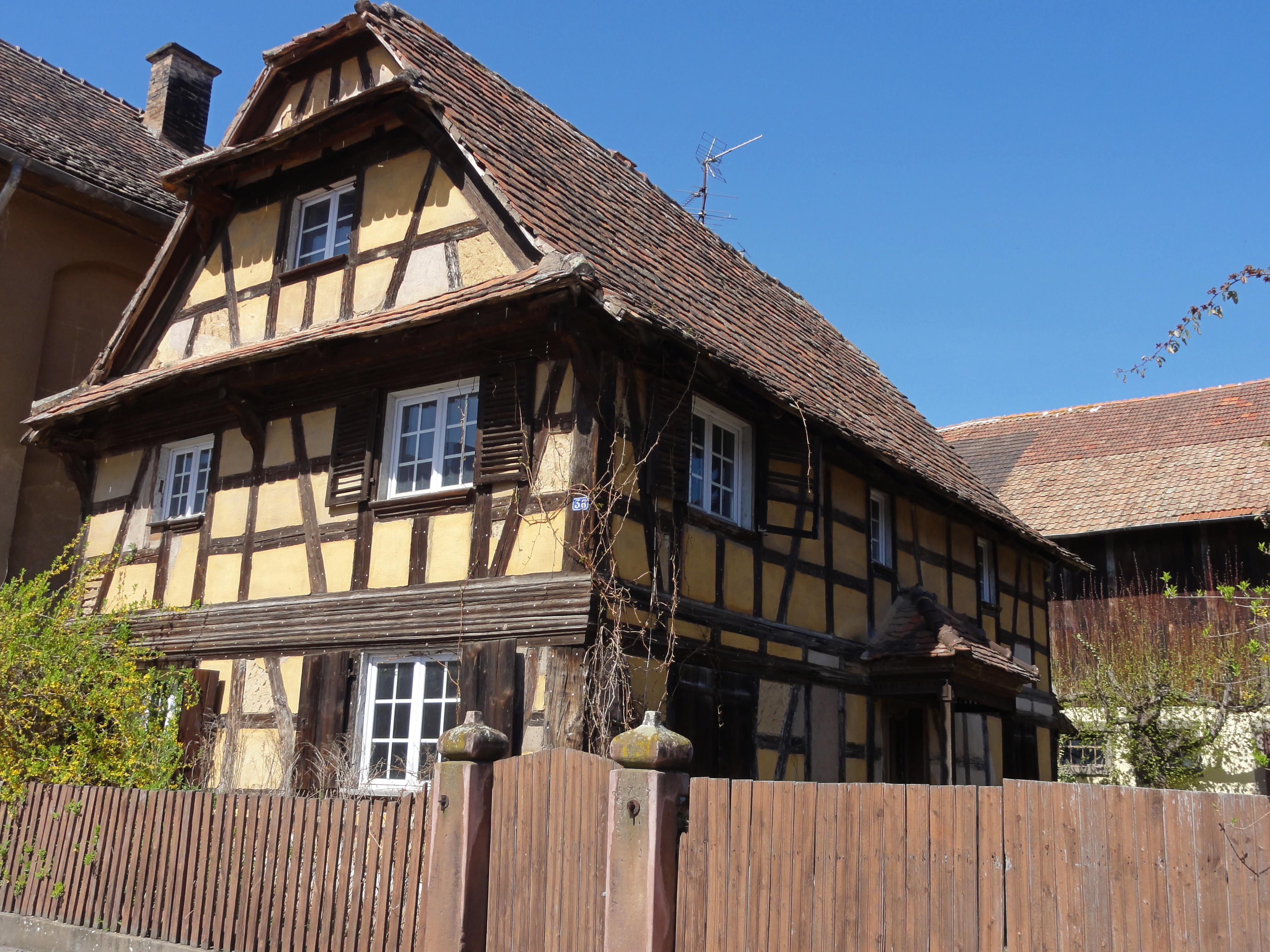
Fachwerk in Kolbsheim
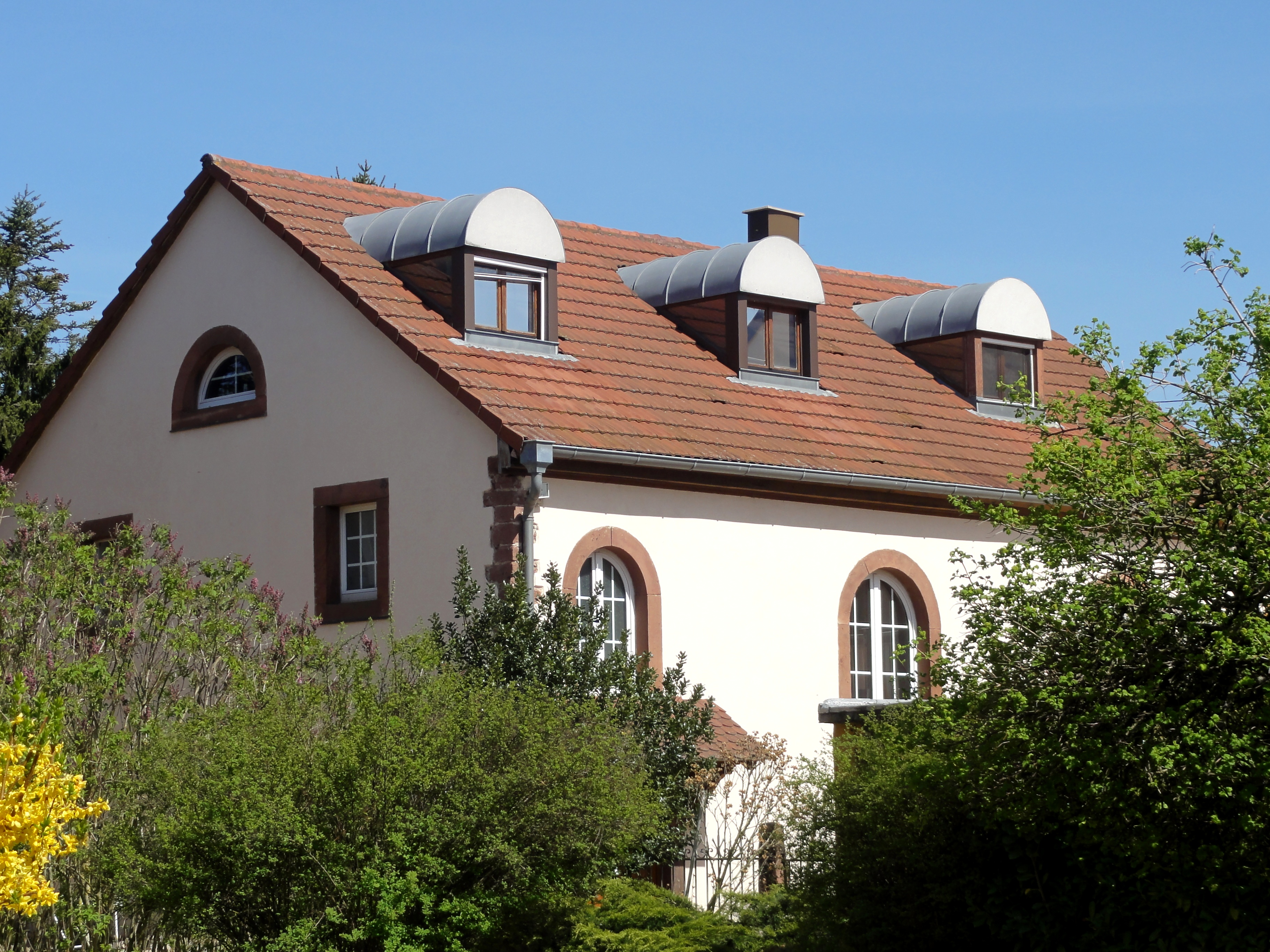
Ehemalige Synagoge
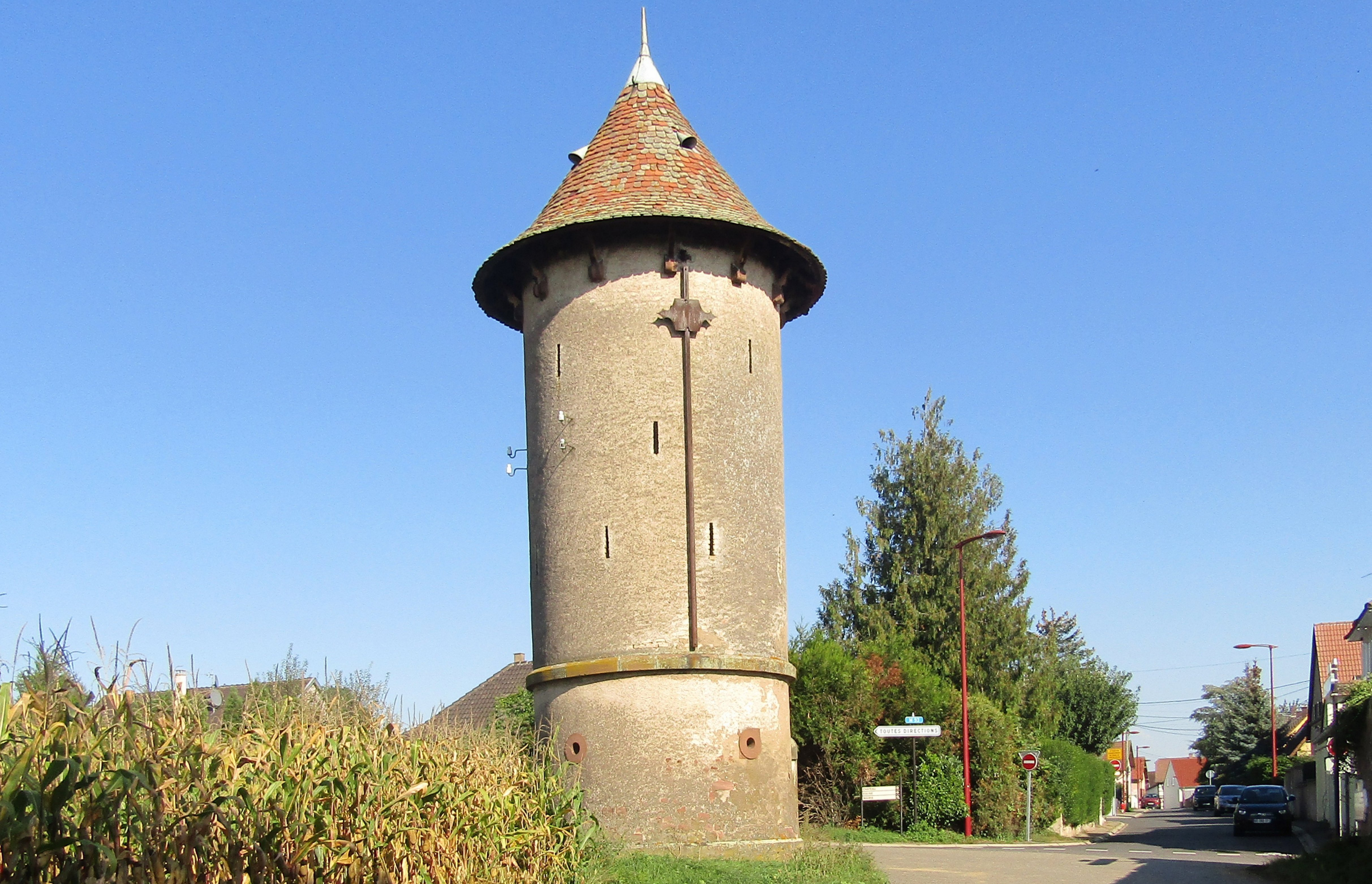
Wasserturm

## Gemeindepartnerschaften
Kolbsheim ist 1993 eine Partnerschaft mit dem deutschen Nohra, einem Ortsteil von Grammetal in Thüringen eingegangen.

## Persönlichkeiten
- Alphonse Kahn (1864–1927), Mitbegründer der Galeries Lafayette (mit Théophile Bader)[6]

Zwei Frauen, die in der Frühzeit der anthroposophischen Bewegung gewirkt haben, sind in Kolbsheim geboren:
- Elisabeth von Grunelius (1895–1989), gilt als „Urkindergärtnerin“ der Waldorfpädagogik
- Helene von Grunelius (1897–1936) war eine deutsche anthroposophische Ärztin.

Die beiden Schwestern stammen aus einer theosopisch eingestellten kinderreichen Familie, die damals das Schloss in Kolbsheim bewohnte.